# Michel Rivgauche
 (juillet 2020).
Si vous disposez d'ouvrages ou d'articles de référence ou si vous connaissez des sites web de qualité traitant du thème abordé ici, merci de compléter l'article en donnant les références utiles à sa vérifiabilité et en les liant à la section « Notes et références ».
Pour l’article ayant un titre homophone, voir Rive gauche.
Mariano Georges Antoine Ruiz dit Michel Rivgauche est un parolier, dialoguiste et occasionnellement chanteur français né le 17 février 1923 à Paris 13e et mort le 21 juin 2005 à Fontenay-lès-Briis.
Il est l'un des auteurs les plus prolifiques de sa génération et a, à ce titre, enrichi le répertoire de nombreux interprètes de la chanson française. Il est aujourd'hui principalement connu pour avoir écrit les chansons La Foule, pour Edith Piaf, Parlez-moi de lui (The Way of Love), créée par Dalida et repris en anglais par la chanteuse et comédienne Cher ou encore le célèbre Zou bisou bisou enregistré par Gillian Hills.

## Biographie

### Jeunesse et formation
Michel Rivgauche, de son vrai nom Mariano Georges Antoine Ruiz, est né dans le 13ᵉ arrondissement de Paris au sein d'une famille de musiciens. Son père, Antonio Ruiz, est saxophoniste et violoniste, tandis que sa mère, Yvonne Duthuit, est également violoniste, trompettiste, bandonéiste et pianiste. Très jeune, il intègre l'orchestre familial où il se distingue en tant que saxophoniste, contrebassiste et chanteur.
Passionné par la musique, il commence à écrire des chansons qu'il envoie à des artistes renommés. Parallèlement, il poursuit des études d'ingénieur, mais sa vocation artistique prend rapidement le dessus.

### Carrière professionnelle

#### Parolier de la chanson française
Michel Rivgauche adhère à la Sacem en qualité d'auteur stagiaire le 30 avril 1949 et de compositeur stagiaire quelques mois plus tard. Il devient sociétaire définitif le 21 mars 1961.
Il reçoit le Grand prix de la Chanson 1954 à Deauville pour le titre Mea Culpa, chanté par Line Andrès, et devient alors l'un des paroliers les plus convoités de la scène française.
En plus de cinquante ans de carrière, il écrit plusieurs centaines de chansons, dont certaines sont devenues de grands standards de la chanson françaises. La plupart d'entre elles ont été créées par des interprètes de renom, notamment Édith Piaf, mais aussi Dalida, Maurice Chevalier, Fernandel, Bourvil, Luis Mariano,Mireille Mathieu, Yves Montand, Marcel Amont, Mouloudji, les Frères Jacques, Juliette Greco, Nana Mouskouri, Line Renaud, Régine, Henri Salvador, Colette Renard, Danièle Darrieux, Pierre Bachelet, Rika Zarai, Charlotte Rampling, Jean Piat, Jean-Claude Pascal et Charles Dumont.
Ces mêmes chansons sont aussi reprises par d'autres interprètes comme Françoise Hardy, Richard Anthony, Tino Rossi, Marianne Faithfull, Cher, François Morel, Sapho, Agnès Jaoui, Mireille Mathieu, Michel Jonasz, Zaz, Catherine Ribeiro et Isabelle Boulay.

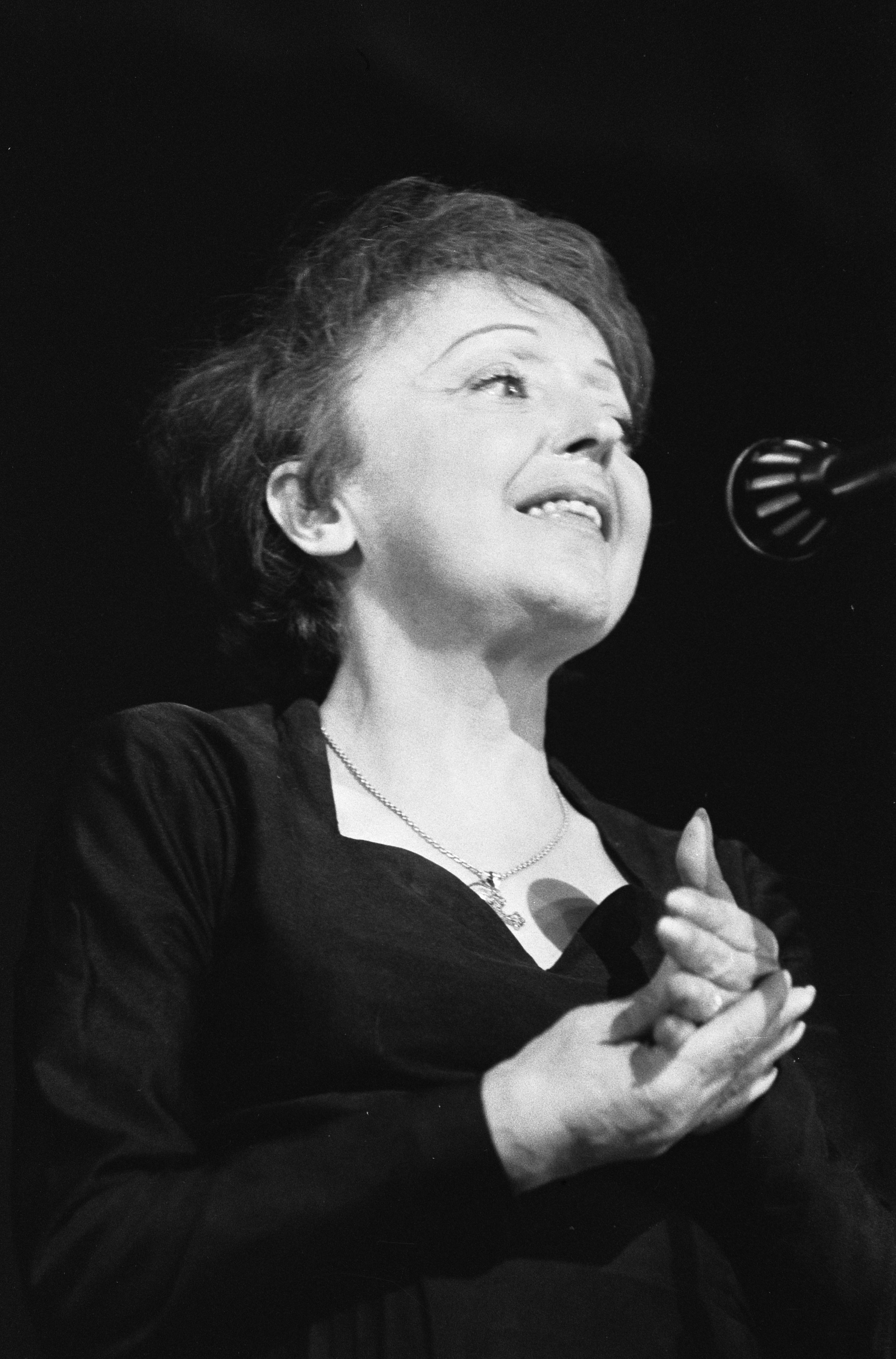
Edith Piaf en 1962

Sa collaboration la plus fructueuse est celle qui l'unit à Edith Piaf, pour qui il écrit une vingtaine de chansons dont La Foule, adaptation de Que nadie sepa mi sufrir, valse péruvienne que Piaf souhaite chanter en français après l'avoir entendue lors d'une tournée en Amérique du Sud en 1958. La Foule devient l'un des succès les plus populaires de la chanteuse et est encore aujourd'hui l'un des titres de Piaf les plus écoutés.
En 1960, il publie un 45 tours quatre titres en tant qu’interprète. Robert Chauvigny dirige l'orchestre et Edith Piaf rédige le texte de présentation au dos du disque.
Il compose notamment une comédie-ballet pour Édith Piaf, La Voix (musique de Claude Léveillée, chorégraphie de Pierre Lacotte), une comédie musicale pour Colette Renard, Un Amour de Femme (mise en scène de Jean Meyer, musique de Gérard Calvi), ainsi qu'une comédie musicale, Dans le ciel, deux étoiles, pour Chantal Câlin et Pascal Deman (mise en scène de Pascal Ruiz). Il signe aussi l’adaptation en opéra de l’œuvre de Marcel Pagnol, Marius et Fanny (musique de Vladimir Cosma), interprétée par Roberto Alagna, Angela Gheorghiu et Jean-Philippe Lafont.

#### Auteur pour comédiens
Michel Rivgauche a écrit de nombreux sketches et disques pour enfants, souvent interprétés par des artistes tels qu'Odette Laure, Jean Richard, Pierre Tchernia, Jean Lefebvre et Micheline Dax. Il s'est également illustré dans l'écriture de dialogues pour des dessins animés, des films d'animation, ainsi que pour des feuilletons radiophoniques.
Parallèlement à ces activités, Rivgauche a contribué à l'élaboration de diverses émissions de télévision et à l'écriture de plusieurs œuvres théâtrales.
Dans les années 1980, Michel Rivgauche fait la rencontre de l'ingénieur du son et réalisateur Robert Caplain, qui met en musique ses textes pour un large éventail d'artistes et de comédiens, parmi lesquels Romain Bouteille, Jean Rochefort, Jean Piat, Paul Préboist, Jacques Dufilho, Françoise Fabian, Élisabeth Huppert, Micheline Presle, Jacques Fabbri, Madeleine Robinson, Marie-José Nat, Marina Vlady, Robert Dhéry, Colette Brosset et Raymond Bussières.

### Fin de vie et décès
En 1997, Michel Rivgauche rencontre Charlotte Rampling et lui propose des chansons écrites en collaboration avec le compositeur Jean-Pierre Stora. Cette rencontre donne lieu à l'enregistrement de l'album Comme une femme, le premier disque de la comédienne,.
Il meurt le 21 juin 2005 à l'âge de 82 ans à Fontenay-lès-Briis (Essonne). Il est inhumé au cimetière de Pierrefonds (Oise),. Sur sa sépulture est inscrite l'épitaphe « Ici, dans la cimetière de mon Village aux ciels si beaux repose mon mari. Michel RIVGAUCHE auteur de chansons célèbres. Parti le jour de l'été 2005 »

### Vie privée
Michel Rivgauche est le père de Pascal Ruiz, comédien et metteur en scène, et de Fabien Ruiz, claquettiste et chorégraphe de renommée internationale, coach lors du tournage du film aux cinq oscars The Artist.

### Engagements pour la chanson
Il a été administrateur, puis à partir de 2001, Secrétaire général de la Société des auteurs, compositeurs et éditeurs de musique (SACEM), ainsi qu'administrateur du Bureau international des éditeurs de musique (BIEM) pendant plusieurs années.
En tant qu'administrateur de la Confédération internationale des sociétés d'auteurs et compositeurs (CISAC), il a défendu la chanson française et le droit d'auteur un peu partout dans le monde (Japon, Canada, Brésil, Argentine, Hongrie, Pologne, Grèce, Italie, Angleterre, etc.).
Il a également été président du Hall de la chanson, centre national du patrimoine de la chanson.

### Prix et récompenses
Il a été no 1 des hit-parades en France, au Japon, au Brésil, en Argentine, aux États-Unis et a reçu une récompense de l’American Society of Composers, Authors and Publishers (ASCAP) aux États-Unis pour sa chanson The Way of Love (musique de Jack Diéval), ainsi que quatre prix nationaux.

### Décorations

Chevalier de la Légion d'Honneur

- 1998 : Chevalier de la Légion d'honneur[20].

## Chansons

### Enregistrées par Michel Rivgauche
- La Patineuse (musique de Claude Rolland) - 1960
- Moi, je fais mouche (musique d'Hubert Giraud) - 1960
- L'Amour en mer (musique de Claude Rolland) - 1960
- Les femmes intellectuelles (musique de Claude Rolland) - 1960
- Coïncidences (musique de Marguerite Monnot) - 1960
- Madame Thérèse (musique de Claude Rolland) - 1960
- Les Hirondelles (musique de Louiguy) - 1960
- Ah ! ah ! l'amour (musique Gérard Calvi) - 1960

### Dans le répertoire d'Edith Piaf
- Salle d'attente (musique de Marguerite Monnot) - 1957
- Les prisons du Roy (musique d'Irving Gordon) - 1957
- La Foule (musique d'Angel Cabral) - 1958
- Fais comme si (musique de Marguerite Monnot) - 1958
- Le ballet des cœurs (musique de Norbert Glanzberg) - 1958
- Tant qu'il y aura des jours (musique de Marguerite Monnot) - 1958
- Mea Culpa (musique d'Hubert Giraud) - 1958
- Le métro de Paris (musique de Claude Léveillée) - 1960
- Kioske à journaux (musique de Claude Léveillée) - 1960
- La vie, l'amour (musique de Robert Chauvigny) - 1960
- La ville inconnue (musique de Georges Moustaki) - 1960
- Les Mots d'amour (musique de Charles Dumont) - 1960
- Les Blouses blanches (musique de Marguerite Monnot) - 1960
- Boulevard du Crime (musique de Claude Léveillée) - 1960
- Ouragan (musique de Claude Léveillée) - 1960
- Mon vieux Lucien (musique de Charles Dumont) - 1961
- Faut pas qu'il se figure (musique de Georges Moustaki) - 1961
- Carmen's Story (musique de Charles Dumont) - 1962

### Dans le répertoire deMaurice Chevalier
- Les Souris (musique de Philippe-Gérard) - 1962
- Contre l'amour y'a rien à faire (musique de Wallis) - 1962
- Moi, j'me balade (musique de Caravelli) - 1965
- L'accent Titi (musique de Caravelli) - 1965
- Sourire aux lèvres (musique de Caravelli) - 1966
- En 1925 (musique de Caravelli) - 1967
- Les Français (musique de Jack Dieval) - 1967

### Autres interprètes (liste non-exhaustive)
Marcel Amont :
- L'amour en mer (musique de Claude Rolland)
- Moitié orange, moitié citron (musique d'Hubert Giraud)

Bourvil :
- Les sourires de Paris (musique d'Armand Canfora et Joss Baselli)

Jean Constantin :
- Le français moyen (musique de Jean Constantin)

Dalida
- Parlez-moi de lui (musique de Jack Diéval)

Fernandel
- Il en est (musique de Georges Blaness)
- Bagnoles, pépées, pépettes
- Le Toréro fatigué
- Si je puis m'exprimer ainsi (musique d'Emile Ledrut)

Juliette Gréco :
- Cette chanson inachevée (musique de Philippe-Gérard)
- Le Naufragé (musique de Philippe-Gérard)

Françoise Hardy :
- The Way of Love (musique de Jack Dieval)

Gillian Hills :
- Zou Bisou Bisou (musique d'Alan Tew)

Yves Montand :
- Nuit de Camargue (musique de Bob Castella)

Nana Mouskouri :
- La Procession (musique de Manos Hadjidakis)

Colette Renard :
- Ça c'est d'la musique (musique de Norbert Glanzberg)

Line Renaud :
- Une poussière dans le cœur (Can't take my eyes of you) (musique de  Bob Crewe et Bob Gaudio)

Tino Rossi :
- A quoi penses-tu mon amour ? (musique d'Hubert Giraud)